# Je me sens disco
Pour plus de détails, voir Fiche technique et Distribution.
Je me sens disco (Ich fühl mich Disco) est un film allemand écrit et réalisé par Axel Ranisch, sorti en 2013.

## Synopsis
Florian est un jeune adolescent qui préfère écouter de la musique disco avec sa mère plutôt que de passer du temps avec son père, dont il n'est pas très proche. Cet équilibre familial est rompu lorsque la mère de Florian, à la suite d'un AVC, plonge dans le coma. Alors que père et fils vont devoir surmonter ensemble cette épreuve, Florian se découvre une attirance pour Radu, un jeune garçon rencontré à la piscine.

## Fiche technique
- Titre original : Ich fühl mich Disco
- Réalisation : Axel Ranisch
- Scénario : Axel Ranisch, Sönke Andresen
- Société de production : Kordes & Kordes Film GmbH, ZDF (Das kleine Fernsehspiel), Arte
- Pays d'origine : Allemagne
- Langue : Allemand
- Genre : Comédie dramatique
- Durée : 98 min
- Date de sortie : 31 octobre 2013 ( Allemagne)[1]

## Distribution
- Frithjof Gawenda : Florian Herbst
- Heiko Pinkowski : Hanno Herbst, le père de Florian
- Christina Große : Monika Herbst, la mère de Florian
- Robert Alexander Baer : Radu
- Rosa von Praunheim : lui-même

## Accueil

### En France
En France, Je me sens disco a été diffusé sur Arte le 22 mai 2015. Le film n'a attiré que 142 000 téléspectateurs pour 0,6 % de part d'audience.